# Baurci
Baurci (in gagauzo Baurçi, in russo Baurči – Баурчи) è un comune della Moldavia situato nella Gagauzia di 8.783 abitanti al censimento del 2004.

## Società

### Evoluzione demografica
In base ai dati del censimento, la popolazione è così divisa dal punto di vista etnico:
| Etnia       | Abitanti | %     |
| ----------- | -------- | ----- |
| Moldavi     | 53       | 0,60  |
| Ucraini     | 29       | 0,33  |
| Russi       | 44       | 0,50  |
| Gagauzi     | 8.597    | 97,88 |
| Bulgari     | 41       | 0,47  |
| Rumeni      | 0        | 0     |
| Altre etnie | 19       | 0,22  |